# Ingvar Emilsson Jonatansdottir
Ingvar Emilsson Jonatansdottir (Austurland, Islandia; 1926 - Ciudad de México, 21 de octubre de 2016) fue un oceanógrafo físico y profesor islandés radicado en México. Se desempeñó como coordinador de las Plataformas Oceanográficas de la UNAM, área a cargo de los buques universitarios desde agosto de 1994 hasta octubre de 2016.

## Primeros años
Emilsson nació en 1926 en un pueblo de Islandia oriental donde el principal sostén era la pesca. En su infancia miraba a los
pescadores que llegaban con pinos que flotaban desde Siberia y troncos de caoba que, según su maestro de primaria, provenían del Trópico. Durante su adolescencia se dedicó a la pesca de arenque, que tenía gran producción debido a que el aceite era utilizado por los aliados para fabricar TNT y otros explosivos en la Segunda Guerra Mundial.
Se recibió como matemático en la Universidad de Islandia (1947), más tarde hizo su maestría en la Universidad de Oslo (1951) y obtuvo su doctorado en la Universidad de Bergen (1953), ambos en Noruega, especializándome en las áreas de geografía física y oceanografía física.

## Carrera
Al término de su doctorado fue invitado a dirigir la Sección de Oceanografía Física y Química del Instituto Oceanográfico de la Universidad de São Paulo, en Brasil. Tiempo después, trabajó como asesor para la UNESCO en Cuba, donde estudió las áreas marítimas adyacentes a la isla y, posteriormente, en París como asesor en educación en ciencias marinas.
En 1970, llegó a México, donde fue enviado al Instituto de Geofísica de la UNAM. Ahí, realizó varias campañas oceanográficas con los buques de la Armada de México, los cuales estaban adaptados para hacer investigación marina. En 1982 colaboró en la estructuración y la consolidación del recién transformado Instituto de Ciencias del Mar y Limnología de la UNAM y trabajó en el diseño y el equipamiento de los buques gemelos “El Puma” y el “Justo Sierra”, que sirven como laboratorios de trabajo flotantes.
Aunado a todo también se desempeñó como docente y asesor en maestría y doctorado en oceanografía física y en la investigación en ciencias marinas en varios centros nacionales.
Fue miembro de la Unión Geofísica Mexicana, la Asociación para las Ciencias de la Limnología y la Oceanografía y la Unión Americana de Geofísica.

## Vida personal
Vivió la mayor parte de su vida en México, en donde se casó y llegó a tener tres hijos, siete nietos y cinco bisnietos.
Falleció el 21 de octubre de 2016 a los noventa años, tenía un puesto en la universidad al momento de su fallecimiento.